# Friedrich Heinemann
Friedrich Heinemann (* 1964 in Düsseldorf) ist ein deutscher Wirtschaftswissenschaftler.

## Leben
Er studierte Volkswirtschaftslehre und Geschichte an der Universität Münster, der London School of Economics und der Universität Mannheim. An der Universität Mannheim wurde er zum Dr. rer. pol. promoviert. 2010 wurde er an der Universität Heidelberg habilitiert und erwarb die Lehrbefugnis für Volkswirtschaftslehre. Er ist Leiter des Forschungsbereichs „Unternehmensbesteuerung und Öffentliche Finanzwirtschaft“ am Zentrum für Europäische Wirtschaftsforschung und außerplanmäßiger Professor für Volkswirtschaftslehre an der Ruprecht-Karls-Universität Heidelberg. Er forscht zur empirischen Finanzwissenschaft und politischen Ökonomie.